# Empis aestiva
Empis aestiva är en tvåvingeart som beskrevs av Friedrich Hermann Loew 1867. Empis aestiva ingår i släktet Empis och familjen dansflugor. Arten är reproducerande i Sverige. Inga underarter finns listade i Catalogue of Life.